# Alaksiejeuka (obwód miński)
Alaksiejeuka (biał. Аляксееўка; ros. Алексеевка, Aleksiejewka) – wieś na Białorusi, w obwodzie mińskim, w rejonie mińskim, w sielsowiecie Michanowicze.
Dawniej folwark. Pod koniec XIX wieku miejscowość należała do ujezdu mińskiego w guberni mińskiej. W latach 1919–1920 pod polską administracją w okręgu mińskim Zarządu Cywilnego Ziem Wschodnich.